# Friedrich-Ebert-Straße (Wuppertal)

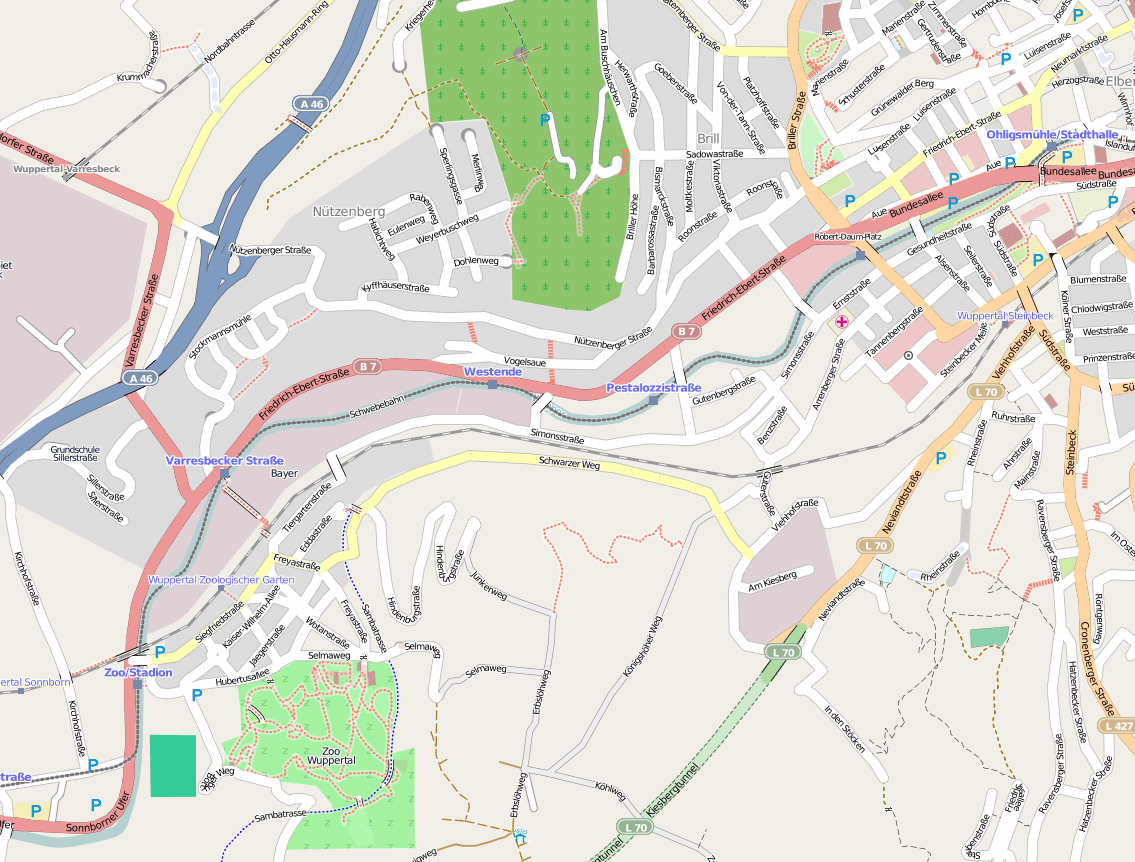
Karte des Verlaufs der Friedrich-Ebert-Straße

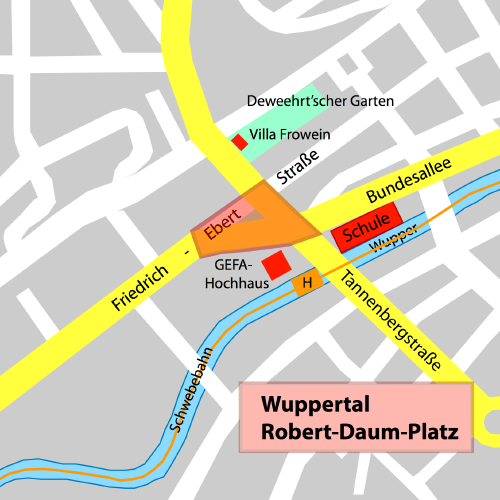
Detailskizze des Robert-Daum-Platzes

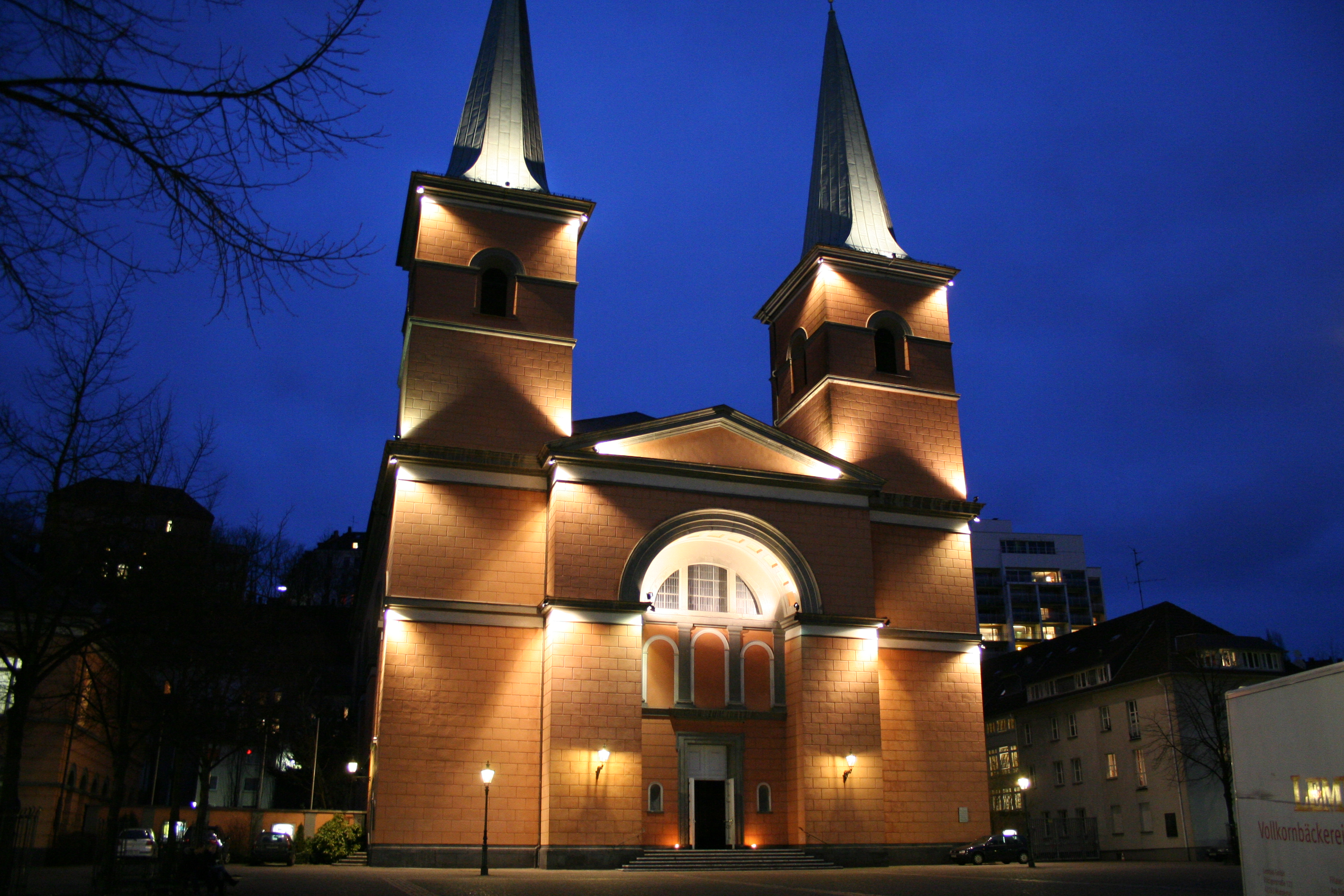
St. Laurentius bei Nacht

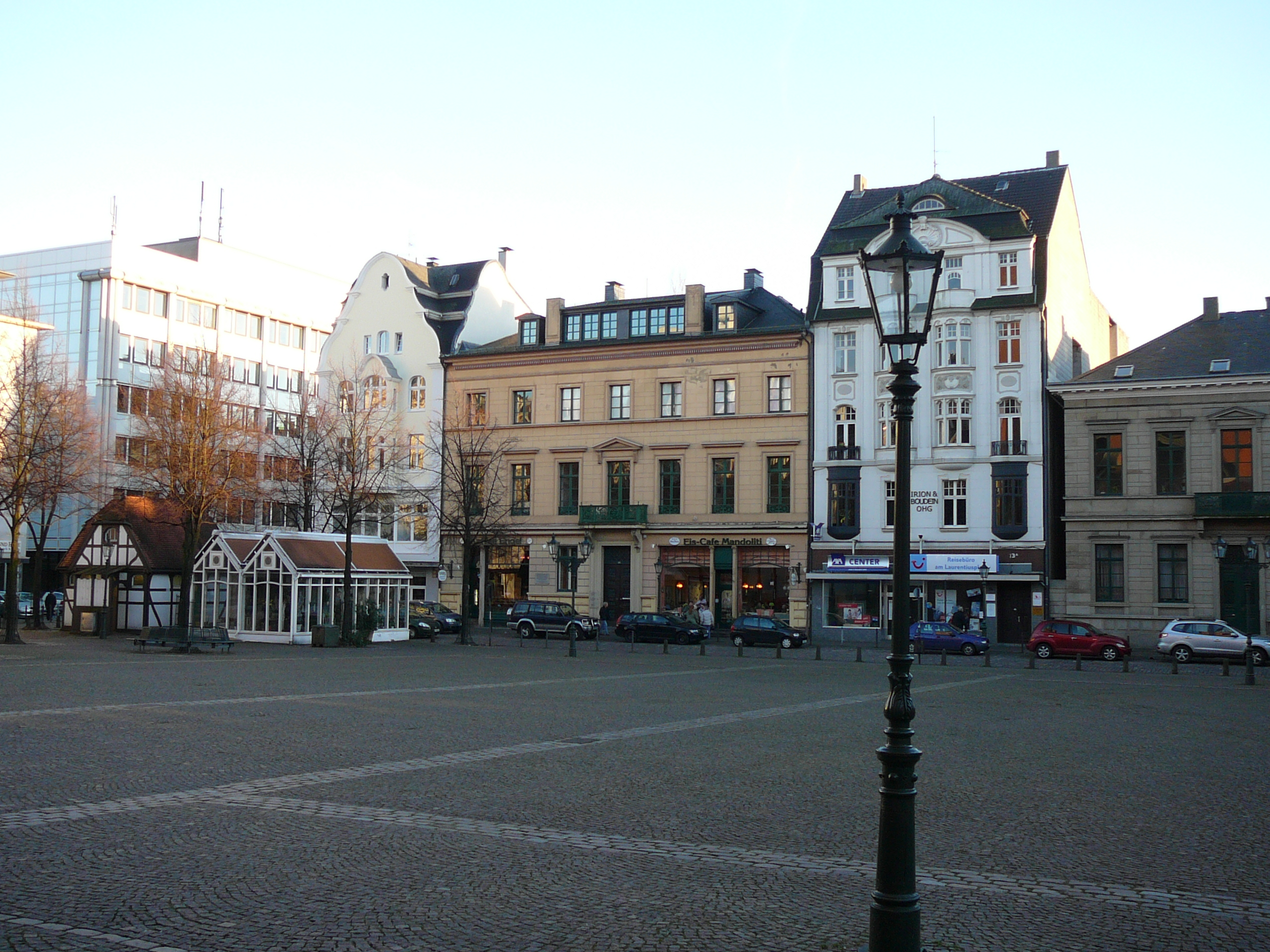
Blick über den Laurentiusplatz nach Süden auf die Friedrich-Ebert-Straße, das braune Haus ist das Haus Daniel von der Heydt

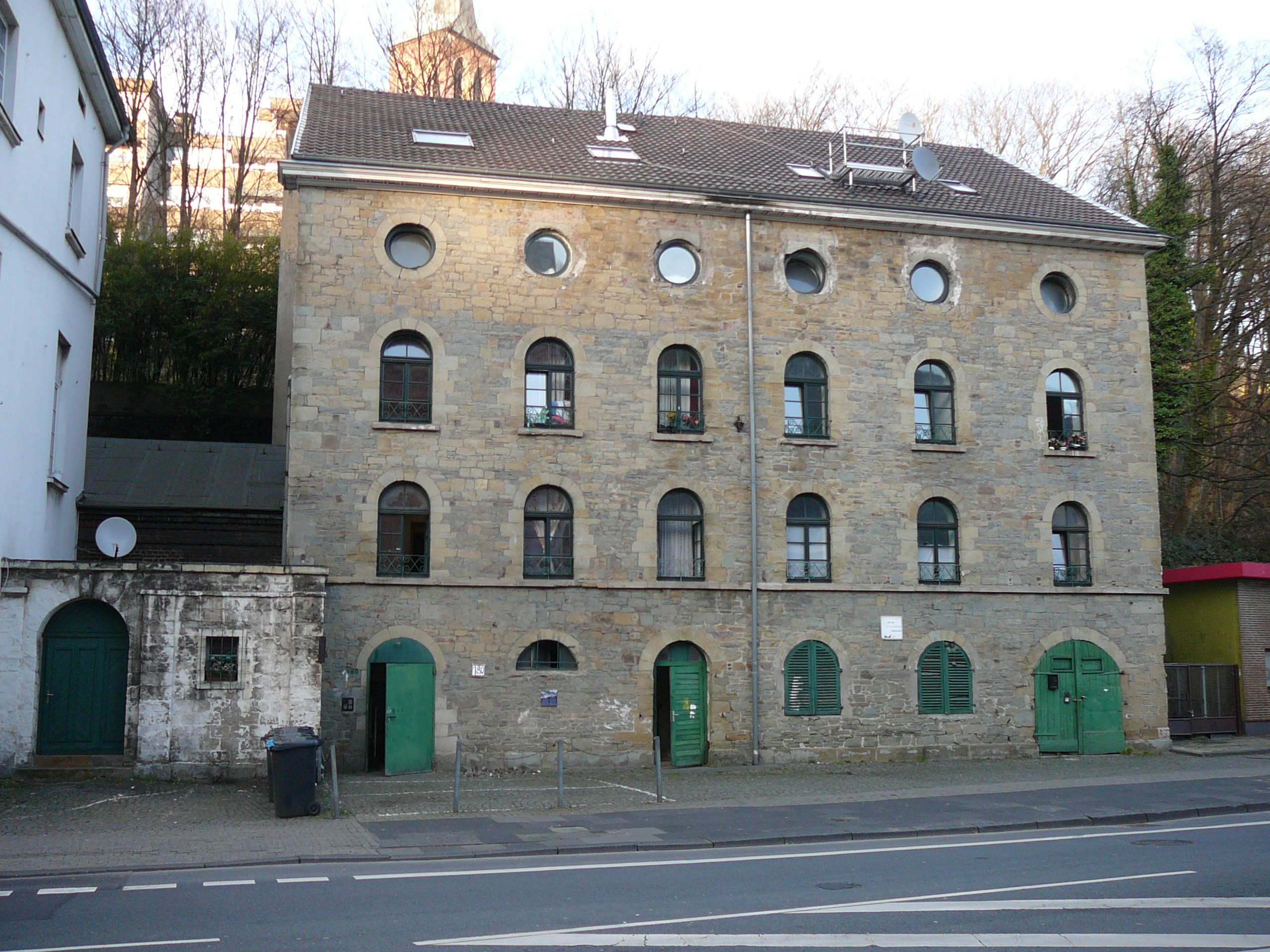
Gebäudeensemble Küpper-Brauerei (Friedrich-Ebert-Straße 180)

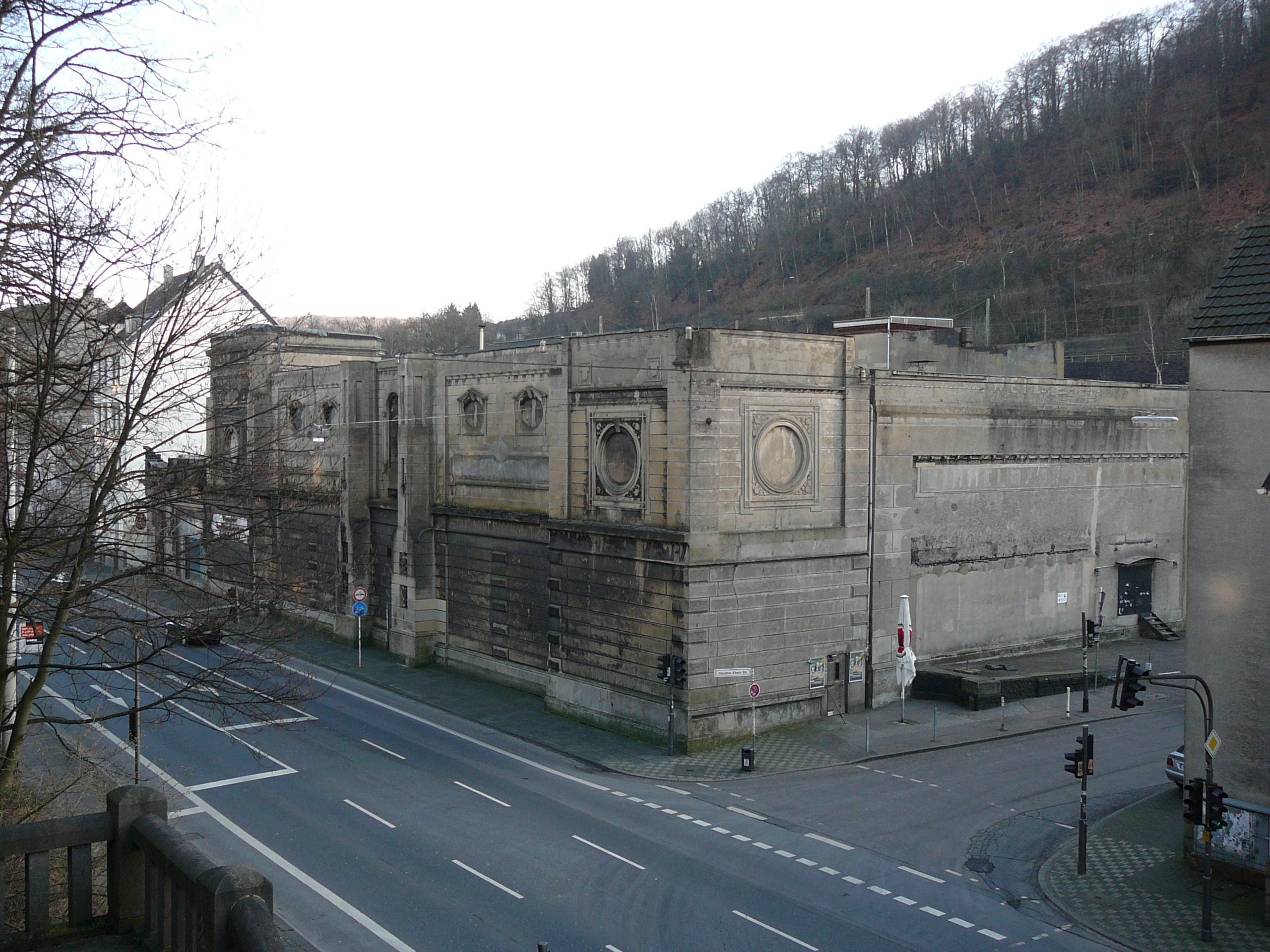
Gebäudeensemble Küpper-Brauerei (Friedrich-Ebert-Straße 191)

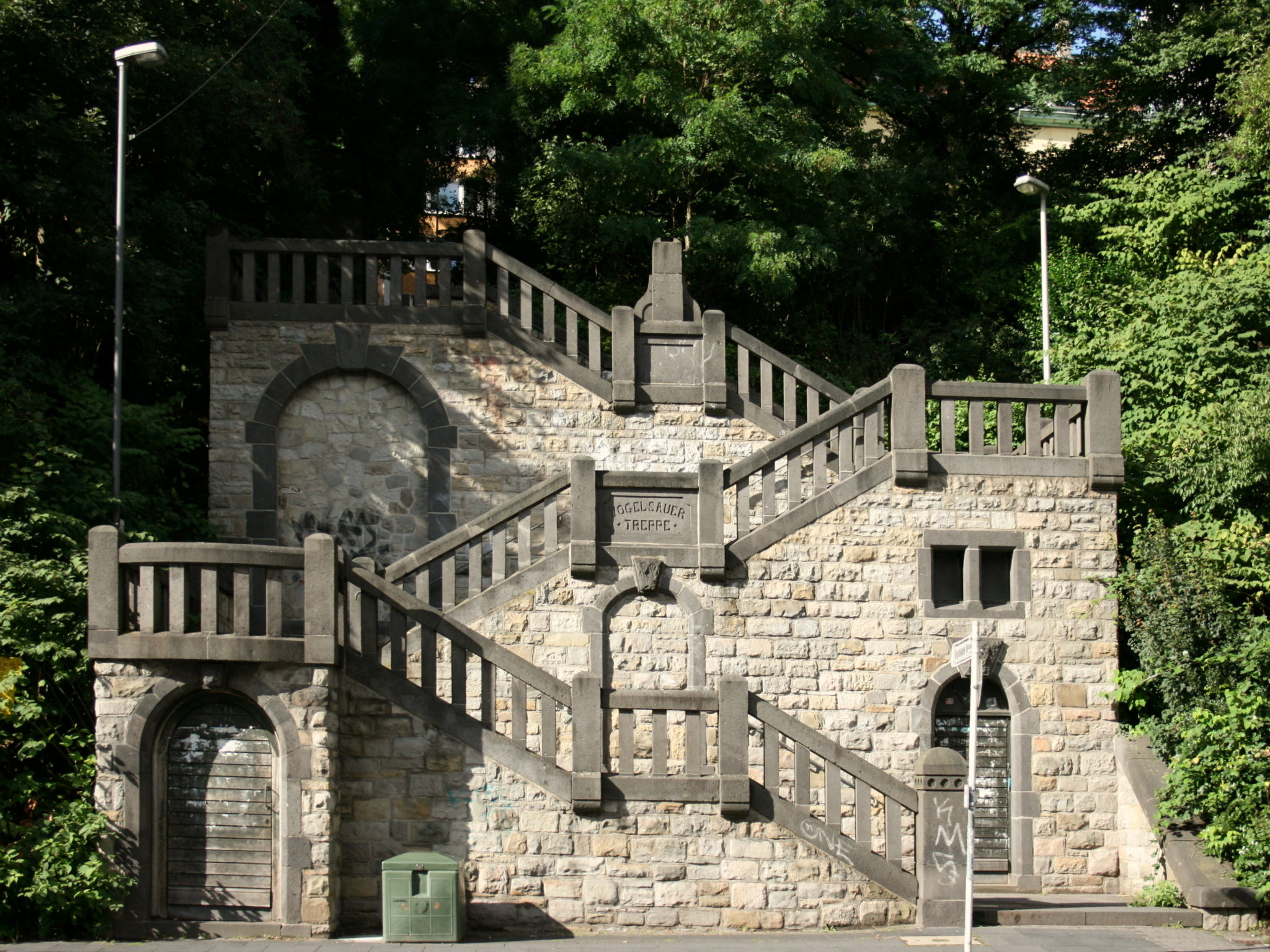
Aufgang der Unteren Vogelsauer Treppe

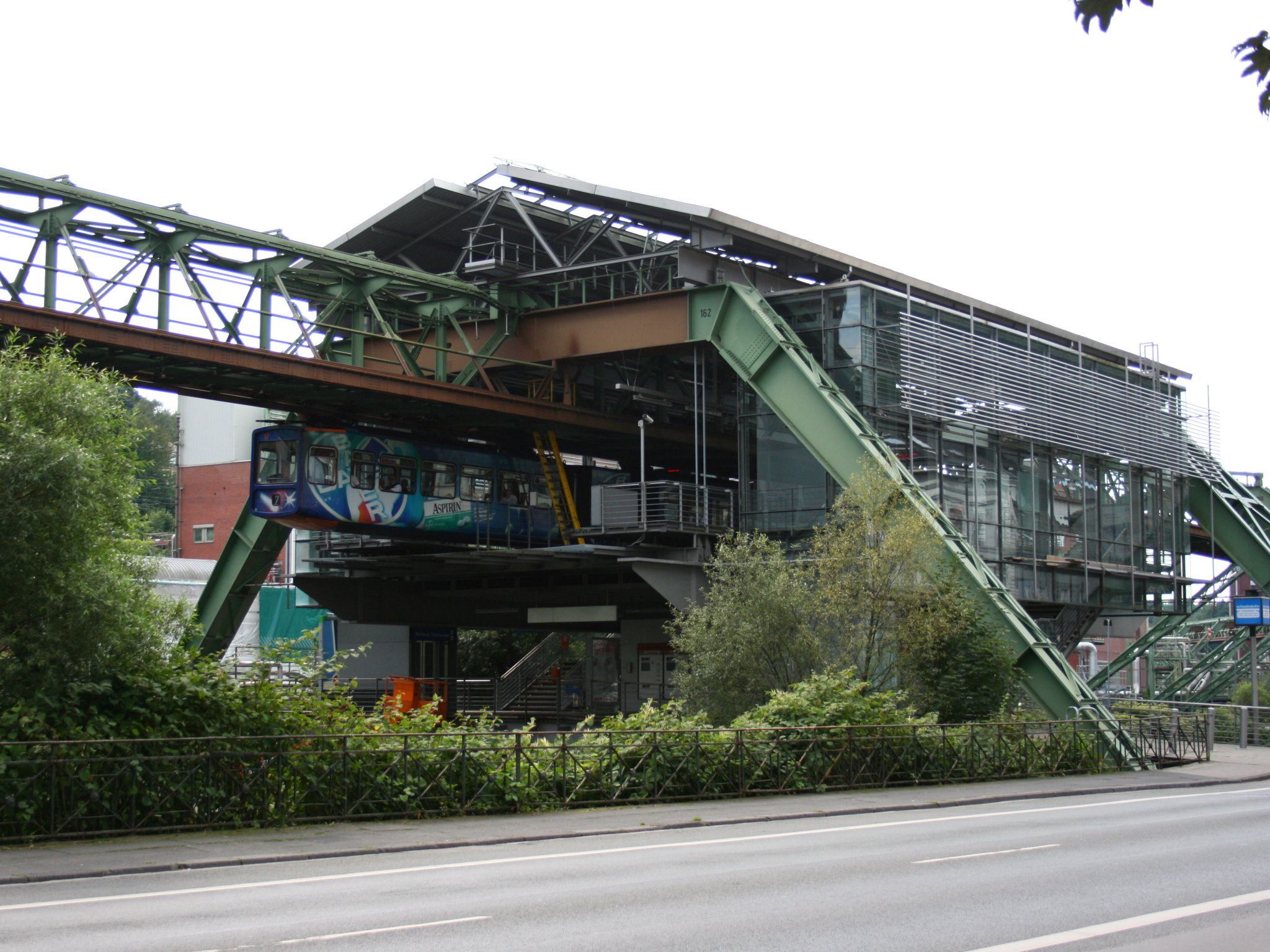
Schwebebahnstation Westende

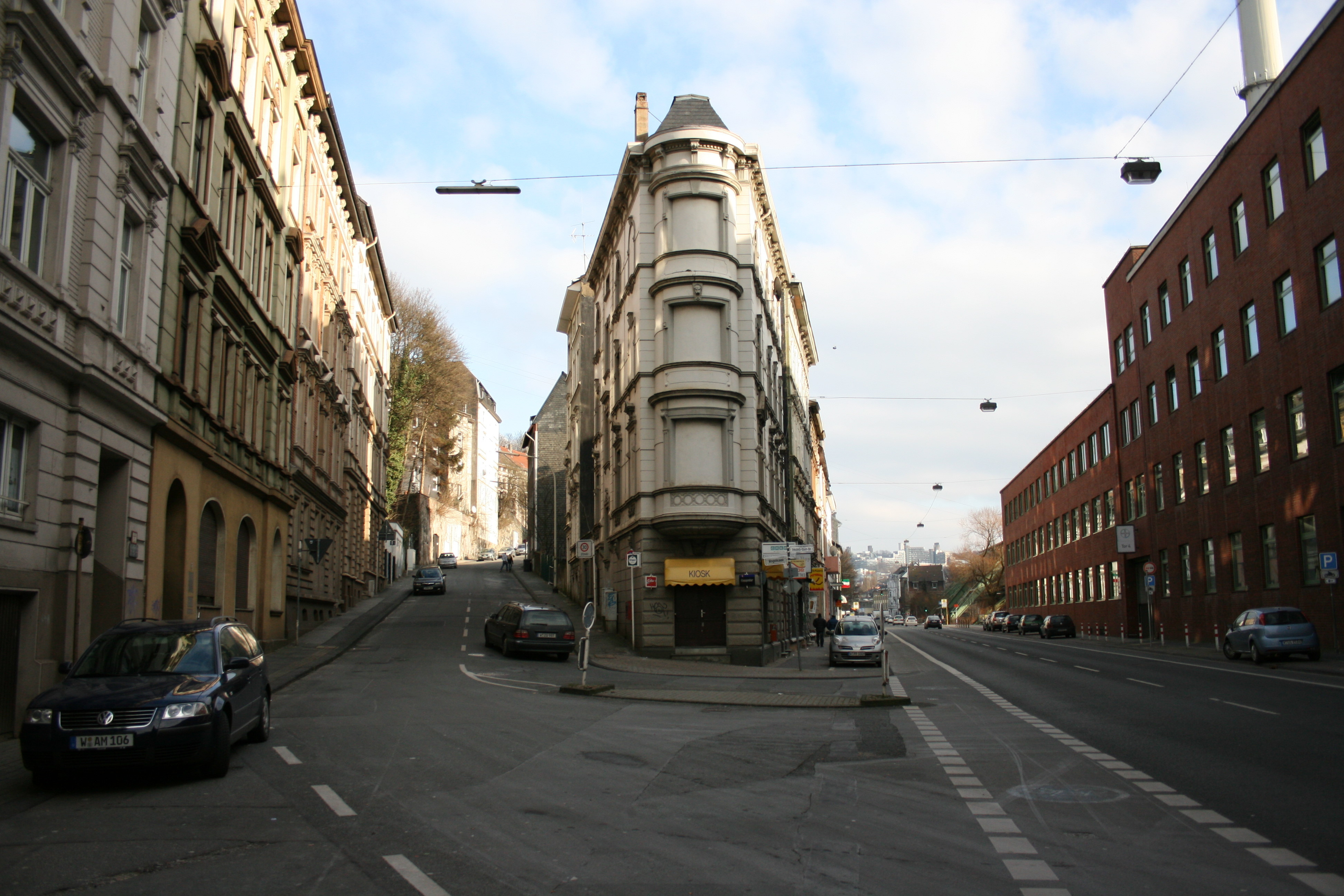
Bügeleisenhaus an der Friedrich-Ebert-Straße Ecke Vogelsaue

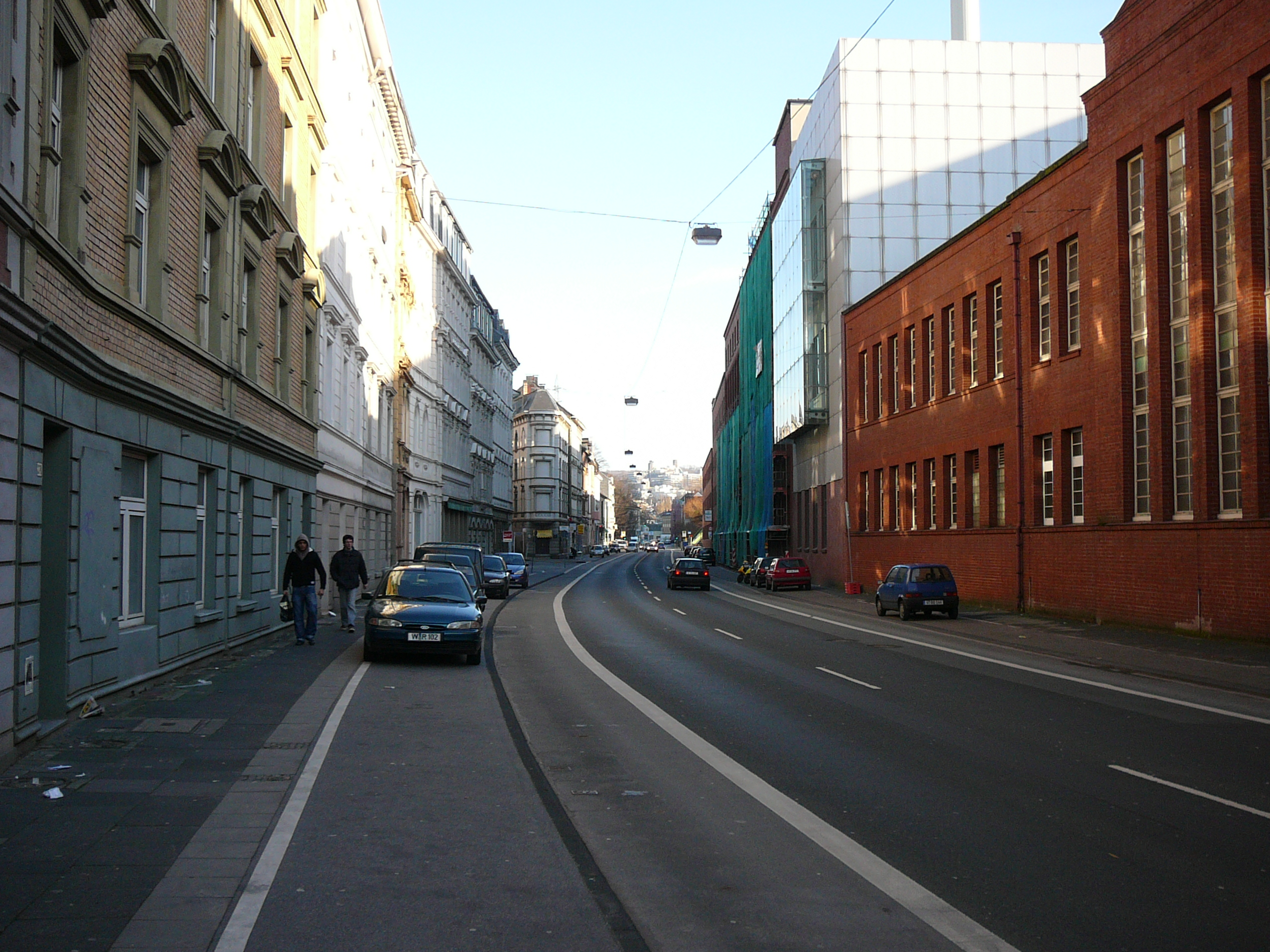
Nordseite: Gründerzeitliche Wohnbebauung, Südseite: Werk Elberfeld der Bayer AG

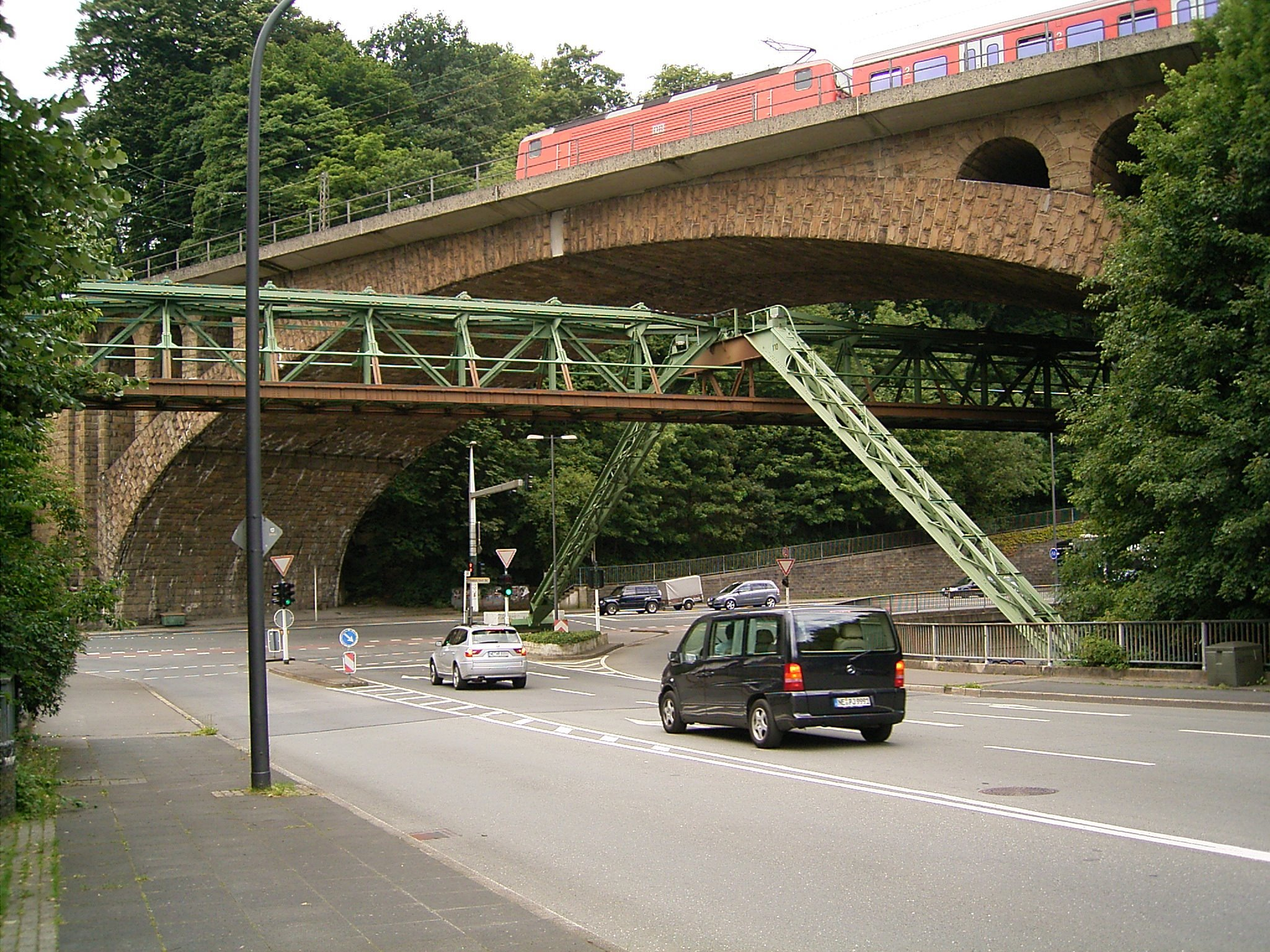
Die Sonnborner Eisenbahnbrücke an der Einmündung der Siegfriedstraße, Endpunkt der Friedrich-Ebert-Straße

Die Friedrich-Ebert-Straße ist eine wichtige Hauptverkehrsstraße in der bergischen Großstadt Wuppertal in Nordrhein-Westfalen. Sie bildet die westliche Verbindung der Elberfelder Innenstadt mit dem Stadtteil Sonnborn. Als Königstraße bildete sie das parallel zur Wupper verlaufende Rückgrat der westlichen Stadterweiterung Elberfelds ab etwa 1820. Ihr östlicher Abschnitt wurde vom Durchgangsverkehr befreit, hier bildet sie eine belebte Einkaufsstraße im Luisenviertel; der westliche Abschnitt ist Teil der Bundesstraßen 7 und 228, die von Wuppertal nach Düsseldorf und Hilden führen. Mit über 150 denkmalgeschützten Gebäuden ist die etwa 3,5 km lange Straße ein bedeutendes Beispiel für die städtebauliche Entwicklung Elberfelds im 19. Jahrhundert.

## Lage und Beschreibung
Die Straße verläuft im Tal der Wupper parallel zum Fluss. Der Abstand zur Wupper ist an keiner Stelle größer als 200 Meter, abschnittsweise verläuft sie aber auch unmittelbar am Flussufer. Der östliche Endpunkt liegt in der Elberfelder Innenstadt im Wohnquartier Elberfeld-Mitte des Stadtbezirks Elberfeld am sogenannten Kasinokreisel, dem ehemals ersten Kreisverkehr in Wuppertal an der Kasinostraße, der vor einigen Jahren wieder zu einer von Ampeln geregelten Straßenkreuzung rückgebaut wurde.
An der Kreuzung Kasinokreisel, an der unter anderen auch die Neumarktstraße einmündet, liegt am Beginn der Herzogstraße das westliche Ende der Elberfelder Fußgängerzone. Die Kreuzung wird von dem Glanzstoff-Hochhaus, dem Finanzamt Elberfeld und von je einem Verwaltungsgebäude der Deutschen Bank und der ehemaligen Dresdner Bank eingerahmt.
Die Straße öffnet sich nur einen Häuserblock westlich des Kasinokreisels zum Laurentiusplatz, der für verschiedene Märkte und Veranstaltungen genutzt wird und als Kirchplatz der Kirche St. Laurentius dient. Die Kirche ist einer der architektonisch und kulturhistorisch bedeutsamsten sakralen Bauten der Stadt. Den Platz umgeben zahlreiche prägnante denkmalgeschützte Gebäude aus der Gründerzeit, darunter das Haus Daniel von der Heydt und das Palais Meckel.
Bis zum westlich gelegenen Robert-Daum-Platz dient die Friedrich-Ebert-Straße, die in diesem Abschnitt als zwei gegenläufige Einbahnstraßen ausgewiesen ist, in erster Linie zur Erschließung der anliegenden Einzelhandelsgeschäfte und des sich nördlich angrenzenden Luisenviertels, des Szene- und Kneipenviertels Wuppertals. In diesem Bereich befinden sich Einzelhandelsgeschäfte, Restaurants, Cafés, Kneipen, Arztpraxen und Büros, ein WDR-Fernsehstudio sowie das Gebäude der jüdischen Kultusgemeinde in Elberfeld. Hier sind die Straße sowie die Bürgersteige mit Kopfsteinpflaster ausgeführt, nicht zuletzt um die Fahrgeschwindigkeit herabzusetzen und das Bild der Altstadt zu unterstreichen. Es verkehrt im Gegensatz zu der parallel laufenden Bundesallee (Bundesstraße 7) hier kein ÖPNV. Als Teil der Innenstadt wird die Straße stark von Fußgängern frequentiert. Durch eine Häuserzeile abgeschirmt liegt nördlich der Friedrich-Ebert-Straße der Deweerth’sche Garten.
Ab dem Robert-Daum-Platz, einer der wichtigsten innerstädtischen Straßenkreuzungen im Westen Wuppertals, ändert sich das Bild der Friedrich-Ebert-Straße augenfällig. Die schmale Straße mit überwiegend Anliegerverkehr weitet sich und bildet von hier bis zur Einmündung der Varresbecker Straße als Bundesstraße 7 eine der Hauptverkehrsachsen Wuppertals. Zu den Gebäuden im Bereich des Robert-Daum-Platzes zählen das GEFA-Hochhaus, die Schwebebahnstation Robert-Daum-Platz, das alte denkmalgeschützte Gymnasium Aue (heute Katholische Hauptschule West) und die Villa Frowein.
Die Anzahl der Einzelhandelsgeschäfte und Gaststätten nimmt im weiteren Verlauf nach Westen Richtung Westende ab, die Zahl kleinerer, von Wohnbebauung eingerahmter oder in deren rückwärtigen Bereich sich befindlichen Gewerbebetriebe wie beispielsweise Backwarenhersteller oder Druckereien nimmt dagegen zu. In dem Bereich der sich südlich und nördlich anschließenden Wohnquartieren Arrenberg und Nützenberg des Stadtbezirks Elberfeld-West prägen neben einer durchgehenden Wohnbebauung zu beiden Seiten der breiten Straße einzelne Geschäfte und Gaststätten das Erscheinungsbild, die zum großen Teil von den zahlreichen hier ansässigen ausländischen Mitbürgern geführt werden. Einige wenige größere und zurückgenommene Industriebauten sind mittlerweile aufgelassen, darunter die ehemalige Fabrikation der Firma ELBA und das Froweingelände, die einer neuen Nutzung zugeführt werden. Einen weiteren Kontrast bilden vereinzelte Bordellbetriebe, die sich in Gründerzeitwohnhäusern angesiedelt haben.
Der Kern des Wohnquartiers Arrenberg wird von der Friedrich-Ebert-Straße über zwei denkmalgeschützte Wupperbrücken angebunden, die Wupperbrücke Pestalozzistraße an der gleichnamigen Schwebebahnstation und die Wupperbrücke Moritzstraße. Die nördlich angrenzenden und dicht bebauten Hanglagen des Nützenbergs werden durch lange und steile Treppen erschlossen, darunter die Jakobstreppe und die denkmalgeschützte Vogelsauer Treppe. Die Dichte an kulturhistorisch bedeutsamen und daher denkmalgeschützten Gebäuden ist in diesem Abschnitt sehr hoch. Zu den herausragenden Baudenkmäler zählen das Wohnhaus Friedrich Bayers und dessen Automobilschuppen mit Wohnung, zahlreiche Wohn-, Fabrik- und Geschäftshäuser aus dem 19. Jahrhundert und das Gebäudeensemble der Küpper-Brauerei.
Bei Westende ändert sich das Erscheinungsbild der Friedrich-Ebert-Straße erneut. Neben der Schwebebahnstation Westende beginnt auf der Südseite mit dem Heizkraftwerk Elberfeld die umfangreiche Gewerbebebauung zwischen der Straße und der Wupper. Bis zum 1,5 Kilometer entfernten westlichen Ende der Friedrich-Ebert-Straße an der Einmündung der Siegfriedstraße unmittelbar an der Sonnborner Eisenbahnbrücke erstrecken sich die umfangreichen Elberfelder Werksanlagen der Bayer AG. Durchbrochen werden diese nur durch die Schwebebahnstation Varresbecker Straße und die Tiergartentreppe, die das südliche Wohngebiet am Kiesberg und dem Zooviertel erschließt. Die nördliche Seite ist überwiegend mit Wohngebäuden bestanden.
Nur drei Straßen, alle in Richtung Norden, zweigen in diesem Abschnitt von der Friedrich-Ebert-Straße ab: zum einen die Straße Vogelsaue zur Nützenberger Straße, die vor dem Bau des Mittelstücks der Friedrich-Ebert-Straße bis 1837 den Verkehr von Sonnborn Richtung Elberfeld aufnahm, und die Straße Stockmannsmühle, die das dortige Wohngebiet anbindet. Die Varresbecker Straße, die zugleich auch die Bundesstraße 7 ist, ist die dritte dieser Straßen. Obwohl die Bundesstraße 7 hier die Friedrich-Ebert-Straße verlässt, ist auch der Rest bis zum Ende an der Sonnborner Eisenbahnbrücke als Bundesstraße gewidmet, denn hier beginnt die Bundesstraße 228.
Die höchste und somit letzte Hausnummer an der Friedrich-Ebert-Straße ist die Nummer 480.

## Baugeschichte und Namensherkunft
Die heutige Friedrich-Ebert-Straße wurde nicht durchgängig erbaut, sondern besaß bereits Ende des 18. Jahrhunderts am östlichen Ende im Ortskern Elberfelds und am westlichen Ende zwischen Sonnborn und der Ortslage Vogelsaue, dem heutigen Westende, Vorläufer.
Der Hauptverkehr von Elberfeld nach Westen in Richtung Düsseldorf führte vor dem 19. Jahrhundert südlich der heutigen Friedrich-Ebert-Straße auf der Trasse der heutigen Bundesallee vom Elberfelder Zentrum nach Westen. Im Bereich des heutigen Robert-Daum-Platzes verschwenkte er ein paar hundert Meter nach Norden (heute Briller Straße), um dann wieder über Nützenberger Straße nach Varresbeck in Richtung Westen zu führen. In Höhe des Rebenhäuschens zweigte auf dem Nützenberg eine Nebenstraße zum Tal der Wupper ab (die heutige Vogelsauer Straße), die ab Vogelsaue am Ufer nach Sonnborn führte. Dieser Abschnitt am Wupperufer ist heute der westliche Teil der Friedrich-Ebert-Straße. Eine Wegtrassierung entlang der Wupper zwischen dem Bereich des heutigen Robert-Daum-Platzes und Vogelsaue gab es zunächst nicht.
Im ersten Drittel des 19. Jahrhunderts fand die Stadterweiterung Elberfelds vorwiegend im Westen des Ortskerns im Bereich des Luisenviertels am Fuße des Grünewalder Bergs statt. Der östliche Teil der heutigen Friedrich-Ebert-Straße, damals als Fortsetzung der Herzog- und der Kaiserstraße (heute Neumarktstraße) Königsstraße genannt, wurde als Zuwegung in das neue Viertel verlängert und endete als Stumpf im neuen Viertel an der Zweiten bzw. Unteren Grünewalder Straße.
Erst 1837 bis 1839 wurde die Lücke zwischen den beiden Teilstücken unter Querung der heutigen Briller Straße (der Nordverschwenkung der alten Hauptstraße) geschlossen und die Straße nach kurzer Bezeichnung als Neue Düsseldorfer Straße (im Gegensatz zur Alten Düsseldorfer Straße über den Nützenberg) ab dem 23. September 1864 bis Westende und bis ab dem 1. Februar 1881 zur Sonnborner Straße durchgängig Königstraße genannt.
In den 1920er Jahren wurden zwei Anträge zur Änderung des Namens abschlägig beschieden. So der Antrag der USPD-Fraktion des Stadtverordnetenversammlung der Stadt Elberfeld vom 7. Juli 1922, nach der die Umbenennung in Rathenaustraße beantragt wurde. Am 25. März 1929 wurde der Antrag der KPD-Fraktion der Stadtverordnetenversammlung Wuppertal zur Umbenennung in Karl-Marx-Straße abgelehnt.
In der Zeit des Nationalsozialismus wurde die Königsstraße im August bis Oktober 1938 in Straße der SA umbenannt. Nachdem sie ab dem 16. Mai 1945 wieder Königsstraße hieß, erfolgte am 4. Februar 1946 nach dem ersten Reichspräsidenten der Weimarer Republik, Friedrich Ebert, die Umbenennung in Friedrich-Ebert-Straße. Friedrich Ebert war als gelernter Sattler um 1890 auch in Elberfeld tätig und hatte daher einen starken persönlichen Bezug zu Wuppertal. Überdies war er 1912 Abgeordneter des Wahlkreises Elberfeld-Barmen im Reichstag des Deutschen Kaiserreichs.
Die heutige Friedrich-Ebert-Straße ist nicht die erste Straße, die im Wuppertaler Stadtgebiet diesen Namen trägt. Sowohl in Elberfeld als auch in Barmen gab es in den 1920er Jahren bereits jeweils eine Fritz-Ebert-Straße (Fritz als Kurzform von Friedrich). In Elberfeld war dies vom 21. September 1926 bis zum 6. Mai 1933 der heutige Schwarze Weg, in Barmen vom 15. August 1922 bis 1933 die heutige Stresemannstraße.

## ÖPNV

### Pferde- und Straßenbahn
Im Jahre 1872 wurde eine Konzession für den Bau und Betrieb einer regelspurigen Bahn von Elberfeld-Westend durch die damalige Königstraße und weiter über Elberfeld und Barmen bis Rittershausen erteilt, die noch im selben Jahr auf die „Deutsche Pferde-Eisenbahn-Gesellschaft zu Berlin“ überging. Am 8. April 1873 wurde mit dem Bau der zweigleisigen Strecke begonnen. Nach dem Konkurs der Gesellschaft noch im selben Jahr wurde jedoch der Bau der Strecke weitergeführt, so dass sie 1874 in ganzer Länge eröffnet werden konnte. Am 9. Mai 1889 erfolgte eine Verlängerung von Westend bis Sonnborn. Zum 29. Januar 1896 wurde im Abschnitt bis Westend die Umstellung von der Pferde- auf die elektrisch betriebene Straßenbahn vollzogen, die Umstellung im Abschnitt bis Sonnborn erfolgte zum 5. Februar 1896. Erst Jahre später erfolgten Erweiterungen von Westend/Varresbeck über Wieden bis Wülfrath und Mettmann. Die Linie nach Sonnborn wurde am 22. Oktober 1960 mit dem Bau der Bundesautobahn 46 auf den Abschnitt bis Zoo/Stadion gekürzt und 1969 im Linienverkehr bis Varresbeck eingestellt, wobei noch bis zum 31. Dezember 1979 hier ein Sonderverkehr bei Großveranstaltungen stattfand. Auf dem zuletzt durch die Friedrich-Ebert-Straße nur noch bis „Wieden Schleife“ betriebenen Streckenast endete mit der Einstellung des Straßenbahnverkehrs in Wuppertal am 30. Mai 1987 auch hier das Straßenbahnzeitalter.

### Schwebebahn
Überwiegend parallel zur Straße verläuft die Strecke der Wuppertaler Schwebebahn, die im Abschnitt „Zoologischer Garten“–„Kluse“ am 1. März 1901 eröffnet wurde und mit mehreren Haltestellen die Straße sowie die angrenzenden Wohngebiete und industriell genutzten Lagen erschließt.

### Omnibus
Heute verkehrt durch den westlichen Teilabschnitt der Straße (neben zeitweiligen Schwebebahnersatzbussen während der umbaubedingten Ruhepausen der Schwebebahn) lediglich die Buslinie 611, die montags bis freitags im 20-Minuten-Takt, an den Wochenenden im 30-Minuten-Takt, mehr Haltestellen als die Schwebebahn bedient.

## Denkmalgeschützte Gebäude
In der Straße befinden sich zahlreiche historische Bauwerke, die überwiegend noch aus der Gründerzeit stammen. Die Denkmalliste der Stadt Wuppertal weist für die Straße insgesamt 158 Baudenkmale auf (Stand 31. August 2009). Ein Beispiel für die neue Nutzung eines denkmalgeschützten Gebäudeensembles ist die ehemalige Küpper-Brauerei.
| Hausnummer | Bezeichnung                                                                    | Eintragungsdatum |
| ---------- | ------------------------------------------------------------------------------ | ---------------- |
| 13         | Haus Daniel von der Heydt                                                      | 28. Juli 1986    |
| 13 a       | Wohn- und Geschäftshaus                                                        | 13. Mai 1993     |
| 15         | Palais Meckel                                                                  | 11. Okt. 1984    |
| 15 a       | Remise                                                                         | 11. Okt. 1984    |
| 16 a       | Pavillon (WC/Kiosk)                                                            | 10. März 1988    |
| 18         | Pavillon (Café)                                                                | 4. Dez. 1991     |
| 20         | Laurentiuskirche                                                               | 4. Okt. 1984     |
| 22         | Pfarrhaus                                                                      | 8. Okt. 1984     |
| 67         | Wohn- und Geschäftshaus                                                        | 15. Jan. 1988    |
| 68         | Wohn- und Geschäftshaus                                                        | 16. Sep. 1988    |
| 68 a       | Wohn- und Geschäftshaus                                                        | 4. Aug. 1994     |
| 71         | Wohnhaus                                                                       | 9. Dez. 1986     |
| 71 a       | Wohnhaus                                                                       | 10. Dez. 1986    |
| 72         | Wohn- und Geschäftshaus                                                        | 26. Apr. 1985    |
| 77         | Wohnhaus                                                                       | 26. Sep. 1984    |
| 79         | Wohn- und Geschäftshaus                                                        | 1. Dez. 1986     |
| 81         | Wohnhaus                                                                       | 20. Dez. 1984    |
| 82         | Wohnhaus                                                                       | 16. Sep. 1988    |
| 83         | Wohnhaus                                                                       | 2. Sep. 1994     |
| 84         | Wohnhaus                                                                       | 27. Jan. 1992    |
| 85         | Wohnhaus                                                                       | 28. Nov. 1994    |
| 87 a       | Wohn- und Geschäftshaus                                                        | 17. Apr. 1996    |
| 89 a       | Wohnhaus                                                                       | 2. Dez. 1986     |
| 91         | Wohn- und Geschäftshaus                                                        | 27. Feb. 1985    |
| 102        | Wohn- und Geschäftshaus                                                        | 15. Apr. 1998    |
| 107        | Wohnhaus                                                                       | 15. Nov. 1993    |
| 113        | Wohn- und Geschäftshaus                                                        | 22. Jan. 1997    |
| 114        | Wohn- und Geschäftshaus                                                        | 17. Feb. 1993    |
| 115        | Wohnhaus                                                                       | 19. Apr. 1989    |
| 115 a      | Wohnhaus                                                                       | 19. Apr. 1989    |
| 116        | Wohnhaus                                                                       | 29. Mai 1985     |
| 116 a      | Wohnhaus                                                                       | 17. Feb. 1993    |
| 116 b      | Wohn- und Geschäftshaus                                                        | 30. Mai 1988     |
| 117        | Wohnhaus                                                                       | 3. Dez. 1986     |
| 117 a      | Wohnhaus                                                                       | 3. Dez. 1986     |
| 118        | Wohn- und Geschäftshaus                                                        | 4. Dez. 1986     |
| 119        | Villa Urner                                                                    | 12. Juli 1994    |
| 120        | Wohnhaus                                                                       | 4. Dez. 1986     |
| 121        | Villa Spindler                                                                 | 19. Dez. 1984    |
| 121        | Remise der Villa Spindler                                                      | 19. Dez. 1984    |
| 122        | Wohnhaus                                                                       | 17. Jan. 1987    |
| 124        | Wohnhaus                                                                       | 21. Juli 1993    |
| 126        | Wohnhaus                                                                       | 4. Dez. 1986     |
| 128        | Wohnhaus                                                                       | 4. Dez. 1986     |
| 132        | Wohnhaus                                                                       | 24. Feb. 1986    |
| 132 a      | Wohnhaus                                                                       | 24. Feb. 1986    |
| 132 b      | Wohnhaus                                                                       | 24. Feb. 1986    |
| 132 c      | Wohnhaus                                                                       | 24. Feb. 1986    |
| 133 a      | Wohn- und Garagengebäude                                                       | 10. Apr. 1991    |
| 134 a      | Villa                                                                          | 21. Feb. 1991    |
| 134        | Villa, siehe Baumsche Villa                                                    | 16. Jan. 1986    |
| 135        | Wohn- und Geschäftshaus                                                        | 12. Dez. 1994    |
| 136        | Wohnhaus                                                                       | 17. Mai 1985     |
| 136 b      | Wohnhaus                                                                       | 1. März 1985     |
| 137        | Wohn- und Geschäftshaus                                                        | 12. Dez. 1994    |
| 138        | Wohnhaus                                                                       | 25. Okt. 1985    |
| 138 a      | Wohnhaus                                                                       | 25. Okt. 1985    |
| 139        | Wohnhaus, siehe Friedrich-Ebert-Straße 139                                     | 27. Nov. 1991    |
| 140        | Wohnhaus                                                                       | 25. Okt. 1985    |
| 140 a      | Wohnhaus                                                                       | 19. Juni 1992    |
| 141        | Wohnhaus                                                                       | 5. Nov. 1992     |
| 142        | Wohnhaus                                                                       | 30. Mai 1988     |
| 144        | Wohnhaus                                                                       | 30. Mai 1988     |
| 145        | Wohnhaus                                                                       | 30. Okt. 1990    |
| 145 a      | Wohnhaus                                                                       | 30. Okt. 1990    |
| 146        | Wohnhaus Friedrich Bayer (Vorderhaus)                                          | 18. Sep. 1992    |
| 146        | Wohnhaus Friedrich Bayer (Hinterhaus)                                          | 15. Okt. 1992    |
| 147        | Wohnhaus                                                                       | 9. Apr. 1987     |
| 148        | Wohn- und Geschäftshaus                                                        | 18. Sep. 1992    |
| 152 a      | Villa                                                                          | 10. Mai 1985     |
| 152 b      | Remise                                                                         | 10. Mai 1985     |
| 152 b      | Pavillon                                                                       | 10. Mai 1985     |
| 153        | Fabrikgebäude und ehemaliger Pferdestall                                       | 27. Jan. 1986    |
| 153 a      | Fabrikgebäude                                                                  | 27. Jan. 1986    |
| 156        | Wohnhaus                                                                       | 20. März 1990    |
| 157        | Wohn- und Geschäftshaus                                                        | 14. Apr. 1989    |
| 158        | Wohnhaus mit Gaststätte                                                        | 7. Dez. 1984     |
| 159        | Wohn- und Geschäftshaus                                                        | 6. Sep. 1984     |
| 161        | Wohn- und Geschäftshaus                                                        | 29. Aug. 1989    |
| 163        | Wohn- und Geschäftshaus                                                        | 8. Nov. 1988     |
| 164        | Wohnhaus                                                                       | 5. Dez. 1986     |
| 165        | Wohn- und Geschäftshaus                                                        | 14. März 1988    |
| 165 a      | Wohnhaus                                                                       | 5. März 1990     |
| 166        | Wohnhaus                                                                       | 25. Mai 1992     |
| 166 a      | Wohnhaus                                                                       | 23. März 1992    |
| 166 b      | Wohnhaus                                                                       | 23. März 1992    |
| 166 c      | Wohnhaus                                                                       | 20. Mai 1992     |
| 166 d      | Wohnhaus                                                                       | 20. Mai 1992     |
| 167        | Wohnhaus                                                                       | 12. Jan. 1987    |
| 168        | Wohnhaus                                                                       | 23. März 1992    |
| 168 a      | Wohnhaus                                                                       | 5. Dez. 1986     |
| 168 b      | Wohn- und Geschäftshaus                                                        | 1. Apr. 1992     |
| 169        | Wohnhaus                                                                       | 8. Dez. 1986     |
| 169 a      | Wohnhaus                                                                       | 8. Dez. 1986     |
| 170        | Wohnhaus                                                                       | 9. Juni 1992     |
| 170 a      | Wohnhaus                                                                       | 2. Juni 1992     |
| 173        | Wohn- und Geschäftshaus                                                        | 14. Jan. 1988    |
| 180        | Lagergebäude Küpper-Brauerei                                                   | 18. Sep. 1987    |
| 182        | Wohnhaus mit Gaststätte (Küpper-Brauerei)                                      | 18. Sep. 1987    |
| 185        | Wohnhaus                                                                       | 9. Nov. 1993     |
| 187        | Wohnhaus                                                                       | 7. Sep. 1992     |
| 187 a      | Wohnhaus                                                                       | 9. Aug. 1995     |
| 187 b      | Wohnhaus                                                                       | 9. Aug. 1995     |
| 187 c      | Wohnhaus                                                                       | 9. Aug. 1995     |
| 189        | Wohnhaus                                                                       | 27. Aug. 1996    |
| 191        | Büro- und Kellergebäude (Küpper-Brauerei und Weinhandlung Himmelmann-Pothmann) | 20. Apr. 1989    |
| 220        | Wohn- und Geschäftshaus                                                        | 27. Nov. 1990    |
| 226        | Wohnhaus                                                                       | 13. Dez. 1989    |
| 228        | Wohnhaus                                                                       | 13. Dez. 1989    |
| 230        | Wohnhaus                                                                       | 13. Dez. 1989    |
| 232        | Wohnhaus                                                                       | 15. Juni 1992    |
| 234        | Wohnhaus                                                                       | 31. Aug. 1989    |
| 236        | Wohnhaus                                                                       | 31. Aug. 1989    |
| 242        | Wohnhaus                                                                       | 29. Mai 1985     |
| 246        | Wohnhaus                                                                       | 27. Juli 1992    |
| 248        | Wohnhaus                                                                       | 27. Juli 1992    |
| 250        | Wohn- und Geschäftshaus                                                        | 3. Juli 1986     |
| 252        | Wohnhaus                                                                       | 27. Juli 1990    |
| 254        | Wohn- und Geschäftshaus                                                        | 25. Nov. 1985    |
| 260        | Wohn- und Geschäftshaus                                                        | 27. Juni 1988    |
| 262        | Wohn- und Geschäftshaus                                                        | 21. Jan. 1987    |
| 264        | Wohn- und Geschäftshaus                                                        | 1. Apr. 1992     |
| 266        | Wohnhaus                                                                       | 13. Apr. 1989    |
| 268        | Wohnhaus                                                                       | 13. Apr. 1989    |
| 272        | Wohnhaus                                                                       | 31. Jan. 1985    |
| 274        | Wohnhaus                                                                       | 31. Jan. 1985    |
| 276        | Wohnhaus                                                                       | 27. Dez. 1989    |
| 278        | Wohnhaus                                                                       | 27. Dez. 1989    |
| 280        | Wohnhaus                                                                       | 29. Juni 1990    |
| 282        | Wohnhaus                                                                       | 22. Aug. 1990    |
| 284        | Wohn- und Geschäftshaus                                                        | 3. Sep. 1990     |
| 286        | Wohn- und Geschäftshaus                                                        | 29. März 1985    |
| 288        | Wohnhaus                                                                       | 18. Jan. 1988    |
| 290        | Wohnhaus                                                                       | 22. Aug. 1990    |
| 292        | Wohnhaus                                                                       | 22. Aug. 1990    |
| 306        | Wohn- und Geschäftshaus                                                        | 30. Okt. 1985    |
| 306 a      | Wohnhaus                                                                       | 30. Okt. 1985    |
| 308        | Wohnhaus                                                                       | 21. Okt. 1993    |
| 322        | Wohn- und Geschäftshaus                                                        | 22. Jan. 1987    |
| 326        | Wohnhaus                                                                       | 28. Feb. 1992    |
| 328        | Wohnhaus                                                                       | 23. Jan. 1987    |
| 330        | Wohnhaus                                                                       | 17. Feb. 1993    |
| 340        | Wohn- und Geschäftshaus                                                        | 17. Juni 1993    |
| 342        | Wohnhaus                                                                       | 11. Feb. 1988    |
| 344        | Wohnhaus                                                                       | 15. Juli 1987    |
| 362        | Wohnhaus                                                                       | 15. Juli 1987    |
| 364        | Wohnhaus                                                                       | 11. Aug. 1992    |
| 366        | Wohnhaus                                                                       | 11. Aug. 1992    |
| 368        | Wohn- und Geschäftshaus                                                        | 15. Juli 1987    |
| 370        | Wohn- und Geschäftshaus                                                        | 22. Jan. 1993    |
| 372        | Wohn- und Geschäftshaus                                                        | 22. Jan. 1993    |
| 374        | Wohnhaus                                                                       | 9. März 1993     |
| 376        | Wohnhaus                                                                       | 23. März 1989    |
| 378        | Wohnhaus                                                                       | 20. Jan. 1993    |
| 384        | Wohnhaus                                                                       | 11. Aug. 1992    |
| 386        | Wohnhaus                                                                       | 3. Dez. 1992     |
| 418        | Villa, siehe Friedrich-Ebert-Straße 418                                        | 16. Jan. 1986    |